# Insula Rudolf

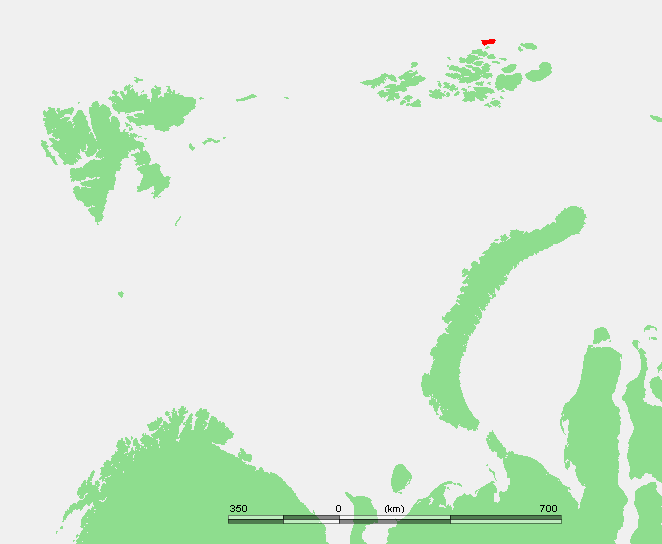
Asezarea insulei

Insula Rudolf, numită așa în onoarea Prințului Rudolf al Austriei, este insula cea mai nordică din Țara Franz Josef, în Rusia. Baia Teplitz este situl care servește drept punct de început a multor expediții polare din a doua jumătate a secoulului XIX și prima jumătate a secolului XX. 
Din cauza terenului abrupt, singura zona accesibilă de aeronave este o fâșie îngustă de teren de 3000 de metri. Capul Fligely, situat pe insulă, este cel mai nordic punct al Europei.

## Galerie foto

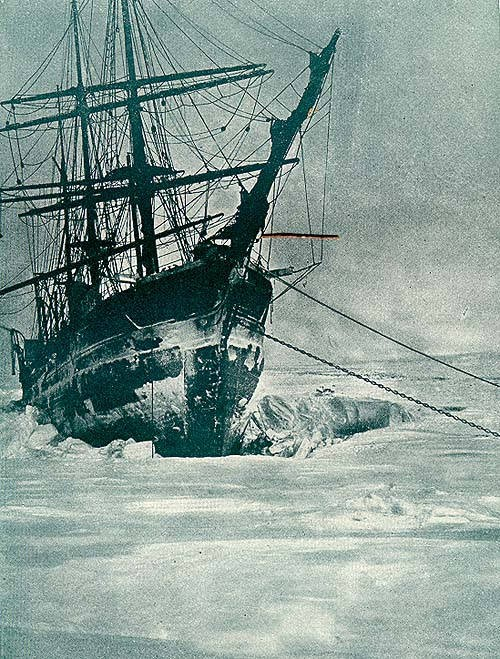
Vapor pe gheata in 1904